# سرگی شپلف
سرگی شپلف (روسی: Сергей Михайлович Шепелев؛ زادهٔ ۱۳ اکتبر ۱۹۵۵) بازیکن هاکی روی یخ اهل اتحاد جماهیر شوروی سوسیالیستی بود.